# Messancy
Messancy (deutsch Metzig, luxemburgisch Miezeg) ist eine belgische Gemeinde im Arrondissement Arlon der Provinz Luxemburg.

## Gemeinde Messancy
Die heutige Gemeinde Messancy wurde im Zuge der belgischen Gemeindereform zum 1. Januar 1977 aus den fünf Gemeinden Messancy, Habergy, Hondelange, Sélange und Wolkrange gebildet (jetzt Ortsteile der neuen Gemeinde). Die Gemeinde besteht aus folgenden kleineren Ortschaften:
| Französisch (amtlich) | Wallonisch | Luxemburgisch | Deutsch     |
| --------------------- | ---------- | ------------- | ----------- |
| Bébange               | –          | Béiben        | Bebingen    |
| Buvange               | –          | Béiwen        | Büwingen    |
| Differt               | –          | Déifert       | Differt     |
| Guelf                 | –          | Gielef        | Gelf        |
| Habergy               | Haberdji   | Hiewerdang    | Heverdingen |
| Hondelange            | Hondlindje | Hondeléng     | Hondelingen |
| Longeau               | –          | Laser         | Langwasser  |
| Messancy              | Messanceye | Miezeg        | Metzig      |
| Sélange               | –          | Séilen        | Selingen    |
| Turpange              | –          | Tierpen       | Türpingen   |
| Wolkrange             | Wåclindje  | Wolker        | Wolkringen  |

## Geschichte
Messancy wurde erstmals 1060 als Marseium erwähnt, andere Ortsteile: Buvange als Buffigen, Differt als Differt (1269), Guelf als Guldorf (1253), Habergy als Heverdingen (1480), Hondelange als Hondlange (1331), Longeau als Longawa (707), Sélange als Seylongen (1309), Wolkrange als Wolkrange (1270).
Das Gemeindegebiet gehörte bis zur Annexion durch Frankreich (1. Oktober 1795) zum mittelalterlichen Deutschen Reich (Grafschaft bzw. Herzogtum Luxemburg), danach zum neugebildeten französischen Département Forêts. Nach dem Wiener Kongress wurde es 1815 dem neugegründeten Königreich der Vereinigten Niederlande zugesprochen. Seit der Belgischen Revolution 1830 gehört das Gemeindegebiet zum Königreich Belgien.

## Verkehr
- Athus-Meuse-Linie nach Bertrix, Athus und Arlon

## Söhne und Töchter der Gemeinde
- Jean-Baptiste Nothomb (1805–1881), Politiker und Diplomat
- Victor Tesch (1812–1892), Politiker, Verleger und Direktor der Burbacher Hütte
- Ingrid Lempereur (* 1969), Schwimmerin, Sportlerin des Jahres 1987